# Raphael Saadiq

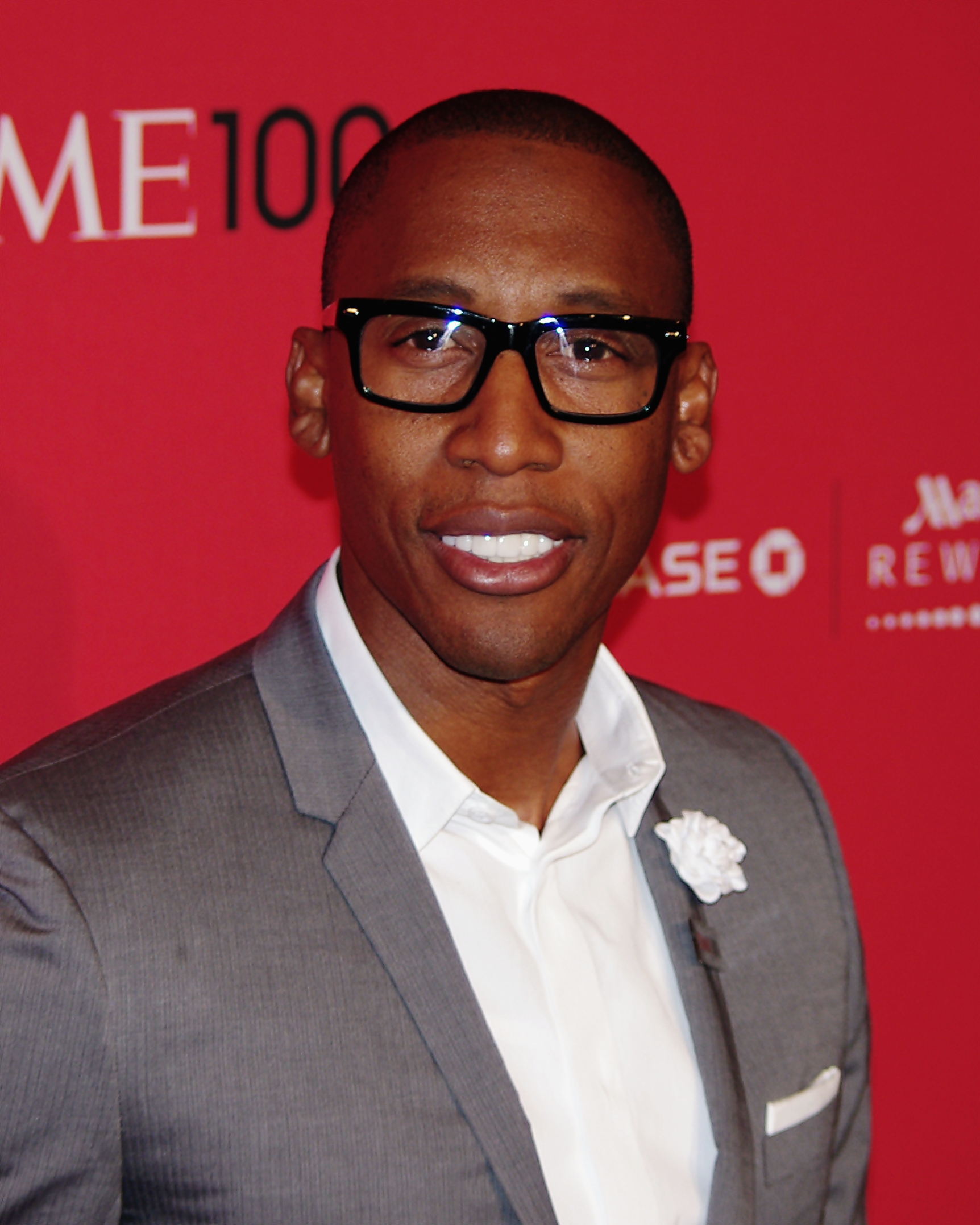
Raphael Saadiq (2012)

Raphael Saadiq (* 14. Mai 1966 in Oakland, Kalifornien; eigentlich Charles Raphael (Charlie Ray) Wiggins) ist ein US-amerikanischer Musiker, Sänger und Songwriter. Er gilt als einer der Wegbereiter und wesentlichen Produzenten des Neo-Souls.

## Leben und Karriere
Bereits im Alter von sechs Jahren macht Charlie Wiggins als Bassist für den örtlichen Gospel-Chor auf sich aufmerksam (noch nicht als Sänger). Kleinere lokale Auftritte folgen, ehe er nach dem High-School-Abschluss 1984 die einmalige Chance erhält, als Bassist mit Prince und Sheila E. auf Welttournee zu gehen. 
Ende der 80er Jahre gründet er mit seinem Bruder D'Wayne Wiggins und seinem Cousin Timothy Riley das R&B-/Soul-Trio Tony! Toni! Toné!. Ihr erstes Album, das 1988 veröffentlichte Who?, erreicht in den USA Goldstatus, findet außerhalb des US-Marktes jedoch nur wenig kommerziellen Erfolg. Der weltweite Durchbruch gelingt der Gruppe erst 1993 mit ihrem dritten Album Sons of Soul, das sich insgesamt mehr als drei Millionen Einheiten verkauft und mit einer Grammy-Nominierung belohnt wird. Nach Veröffentlichung des Albums House of Music (1996), trennen sich die Wege der Bandmitglieder jedoch. Charlie ändert seinen Geburtsnamen Wiggins in Raphael Saadiq. Versuche sich als Solo-Künstler zu profilieren werden jedoch schnell verworfen. Bereits 1999 gründet er mit der Sängerin Dawn Robinson (En Vogue) und Ali Shaheed Muhammad (A Tribe Called Quest) die Neo-Soul-Gruppe Lucy Pearl. Mit Hits wie Dance Tonight feiern sie zusammen große Erfolge, doch nach nur einem Album löst sich die Gruppe wieder auf. In den Folgejahren ist Saadiq vor allem als Produzent tätig; so unterstützt er Künstler wie D’Angelo, The Roots, Macy Gray, TLC, Kelis, Joss Stone oder John Legend mit seinem Talent. 2002 gründet er sein Plattenlabel Pookie Entertainment, über das er nach über 15 Jahren sein erstes Solo-Album, Instant Vintage, veröffentlicht. Die Platte entwickelt sich zu einem großen Erfolg und bringt ihm eine stolze Anzahl von fünf Grammy-Nominierungen ein. Grammys erhält er aber schließlich als Autor großer Hitsingles mit D’Angelo (Untitled / How Does It Feel) & Erykah Badu (Love of My Life (An Ode to HipHop)). 2004 erschien das zweite Soloalbum As Ray Ray, 2009 folgte The Way I See It, 2011 dann Stone Rollin’.

## Diskografie

### Studioalben
| Jahr | Titel                          | Höchstplatzierung, Gesamtwochen, AuszeichnungChartplatzierungen (Jahr, Titel, Platzierungen, Wochen, Auszeichnungen, Anmerkungen) | Höchstplatzierung, Gesamtwochen, AuszeichnungChartplatzierungen (Jahr, Titel, Platzierungen, Wochen, Auszeichnungen, Anmerkungen) | Höchstplatzierung, Gesamtwochen, AuszeichnungChartplatzierungen (Jahr, Titel, Platzierungen, Wochen, Auszeichnungen, Anmerkungen) | Anmerkungen                              |
| Jahr | Titel                          | CH | UK | US | Anmerkungen                              |
| ---- | ------------------------------ | --- | --- | --- | ---------------------------------------- |
| 2002 | Instant Vintage                | — | — | US25 (8 Wo.)US | Erstveröffentlichung: 11. Juni 2002      |
| 2003 | All Hits at the House of Blues | — | — | US182 (1 Wo.)US | Erstveröffentlichung: 14. Oktober 2003   |
| 2004 | Ray Ray                        | — | — | US86 (1 Wo.)US | Erstveröffentlichung: 5. Oktober 2004    |
| 2008 | The Way I See It               | CH66 (8 Wo.)CH | UK75 (2 Wo.)UK | US19 (41 Wo.)US | Erstveröffentlichung: 16. September 2008 |
| 2011 | Stone Rollin’                  | CH56 (7 Wo.)CH | UK84 (2 Wo.)UK | US14 (9 Wo.)US | Erstveröffentlichung: 25. März 2011      |
| 2019 | Jimmy Lee                      | CH90 (1 Wo.)CH | — | — | Erstveröffentlichung: 23. August 2019    |

### Singles (Auswahl)
| Jahr | Titel Album                         | Höchstplatzierung, Gesamtwochen, AuszeichnungChartplatzierungen (Jahr, Titel, Album, Platzierungen, Wochen, Auszeichnungen, Anmerkungen) | Höchstplatzierung, Gesamtwochen, AuszeichnungChartplatzierungen (Jahr, Titel, Album, Platzierungen, Wochen, Auszeichnungen, Anmerkungen) | Anmerkungen                                    |
| Jahr | Titel Album                         | UK | US | Anmerkungen                                    |
| ---- | ----------------------------------- | --- | --- | ---------------------------------------------- |
| 1995 | Ask of You Higher Learning (O.S.T.) | UK76 (2 Wo.)UK | US19 (20 Wo.)US | Erstveröffentlichung: Januar 1995              |
| 1999 | Get Involved The PJs (O.S.T.)       | UK36 (2 Wo.)UK | US67 (8 Wo.)US | Erstveröffentlichung: Februar 1999 mit Q-Tip   |
| 2002 | Be Here Instant Vintage             | — | US99 (2 Wo.)US | Erstveröffentlichung: März 2002 feat. D’Angelo |